# Oncothecaceae
Oncothecaceae – monotypowa rodzina okazałych drzew i krzewów o niejasnej przez długi czas pozycji w systemie okrytonasiennych. W systemie APG IV z 2016 zaliczona do rzędu Icacinales. Należy do niej jeden rodzaj Oncotheca liczący 2 gatunki występujące wyłącznie na Nowej Kaledonii.

## Morfologia
Krzewy i drzewa o wysokości do 30 m. Wszystkie części roślin są nagie. Liście są pojedyncze, całobrzegie, osiągają długość 18 cm i szerokość 8 cm. Mają wydłużony kształt, na szczycie są zaokrąglone i zwężają się stopniowo ku dołowi zbiegając w krótki ogonek. Drobne obupłciowe i promieniste kwiaty osiągają tylko 2 mm średnicy i skupione są w kwiatostany. Działki w liczbie 5 są koliste, płatki korony tworzą rurkę o długości 2 mm zakończoną 5 białymi ząbkami. Pięć pręcików sięga na krótkich nitkach wycięć w rurce korony. Zalążnia jest górna i składa się z 5 owocolistków. Z każdego kwiatostanu powstaje kilka owoców, którymi są owalne lub gruszkowate pestkowce.

## Systematyka
Pozycja i przynależność rodzajów do tej rodziny ulegała istotnym zmianom. W pierwszych systemach APG (1998, 2003, 2009) rodzina miała status nieokreślony w klasyfikacji (incertae sedis). W systemie APG IV z 2016 umieszczona została w rzędzie Icacinales jako siostrzana rodzinie Icacinaceae.
Pozycja systematyczna według APWeb (aktualizowany system APG IV z 2016)
| Icacinales | \| \| Oncothecaceae \| \| \| \| \| \| Icacinaceae \| \| \| \| |
|            | \| \| Oncothecaceae \| \| \| \| \| \| Icacinaceae \| \| \| \| |
|            | Oncothecaceae                                                 |
|            |                                                               |
|            | Icacinaceae                                                   |
|            |                                                               |

Podział
- rodzaj Oncotheca Baillon, Bull. Mens. Soc. Linn. Paris 2: 931. 6 Mai 1891[4]
  - Oncotheca humboldtiana (Guillaumin) Morat & Veillon
  - Oncotheca macrocarpa McPherson, Morat & Veillon